# Walki o Wyspy Gilberta
Walki o Wyspy Gilberta – kombinowana operacja desantowa, przeprowadzona w listopadzie 1943 roku w ramach operacji Galvanic przez wojska amerykańskie w czasie wojny na Pacyfiku, mająca za zadanie odbicie z rąk japońskich atoli Tarawa i Makin w archipelagu Wysp Gilberta.
Atole zapewnić miały Amerykanom lotniska położone znacznie bliżej – niż dotychczas posiadane – kolejnych celów ofensywy na środkowym Pacyfiku oraz dogodne kotwicowiska dla okrętów US Navy. Wojska amerykańskie, dowodzone przez gen. Juliana Smitha z Korpusu Piechoty Morskiej Stanów Zjednoczonych pokonały w ciężkim, 4-dniowym boju doborowe oddziały japońskie.
Zaplecze operacji stanowiło lotnictwo lądowe z atolu Funafuti oraz dwa zespoły uderzeniowe okrętów US Navy, północnej (Makin) i południowej (Tarawa): pierwsza w składzie 15 transportowców 4 pancerników, 8 lotniskowców 10 krążowników, 27 niszczycieli i licznych mniejszych jednostek; druga – 15 transportowców, 3 pancerników, 8 lotniskowców, 8 krążowników, i 26 niszczycieli. Na pokładach lotniskowców było w sumie 900 samolotów.
Mająca stanowić osłonę Wysp Gilberta flota japońska składała się z 4 pancerników, 15 krążowników, kilkunastu niszczycieli oraz okrętów podwodnych i stacjonowała na odległym o około 1200 mil atolu Truk.
Podczas szeroko zakrojonej i drobiazgowo przygotowanej akcji zbrojnej nie ustrzeżono się wielu błędów, które kosztowały wojska amerykańskie, szczególnie podczas lądowania na Tarawie, ponad trzy tysiące zabitych, rannych i zaginionych.

## Tło historyczne
Wyspy Gilberta od roku 1916 były częścią kolonii brytyjskiej Wyspy Gilberta i Lagunowe. W grudniu 1941 roku, podczas II wojny światowej, Japończycy wysadzili desanty na atolach Makin i Tarawa, obejmując archipelag w posiadanie.
Historycznie pierwszego ataku na Makin dokonał batalion uderzeniowy marines 17 sierpnia 1942 roku. Celem 211 ludzi ppłk. Evansa Carlsona, wysadzonych na brzeg przez dwa okręty podwodne, było zniszczenie niewielkiego garnizonu japońskiego i zniechęcenie nieprzyjaciela do wysyłania posiłków na Guadalcanal. Rajd kosztował marines 30 ludzi w tym 21 zabitych i 9 rannych, pozostawionych na łasce losu i później ściętych przez Japończyków, a skutek był – dla obecnej kampanii – odwrotny niż zamierzano. Dowództwo japońskie uznało, że rajd Carlsona jest początkiem większej ofensywy, więc zrobiło wszystko, by wzmocnić garnizony w rejonie środkowego Pacyfiku.
W roku 1943 wojska amerykańskie dokonały, w ramach „Operacji Galvanic”, lądowań na atolach Makin, Tarawa i Apamama w celu uchwycenia lotnisk polowych dla dalszego skoku w kierunku Wysp Marshalla: Nauru, atoli Majuro, Kwajalein i Enewetak. Zdaniem planistów sztabowych, odpowiedzialnych za przygotowanie operacji na południowym i środkowym Pacyfiku, takie działania pozwoliłyby znacznie zbliżyć się do Japonii i przyspieszyć zakończenie wojny. W rzeczywistości – jak wykazały powojenne badania – były to uderzenia drugoplanowe mające stanowić przeciwwagę dla działań sił generała MacArthura w okolicach Nowej Gwinei, archipelagów Wysp Salomona i Bismarcka oraz uzasadnić utrzymywanie znacznych sił Floty Pacyfiku admirała Nimitza w środkowym obszarze Oceanu Spokojnego.

## Planowanie i przygotowania

### Miejsce starć
Tarawa tworzy trójkątny w kształcie atol o bokach długości 35×24×25 km. Największymi wyspami atolu są Buariki, Bairiki, Buota i Betio. Żadna z ponad dwudziestu większych i kilkunastu mniejszych wysepek nie wznosi się więcej niż 3 m powyżej poziomu morza. Zachodnie ramię atolu stanowi długa i szeroka rafa koralowa z jednym tylko kanałem pozwalającym wpływać na lagunę statkom o większym zanurzeniu. Kanału tego strzeże odległa o 5,8 km Betio, wyspa, na której Japończycy zbudowali w roku 1942 lotnisko, umocnienia i zgromadzili znaczny garnizon. Wyspa, o kształcie wygiętego lekko krańcami na południe bumerangu o długości około 4,2 km i maksymalnej szerokości 800 m, obramowana jest przez bariery raf koralowych, które tylko od strony laguny, a więc od północy, znajdują się na zawietrznej, i nie ma tam tak znacznego falowania jak od strony oceanu.

### Strona amerykańska

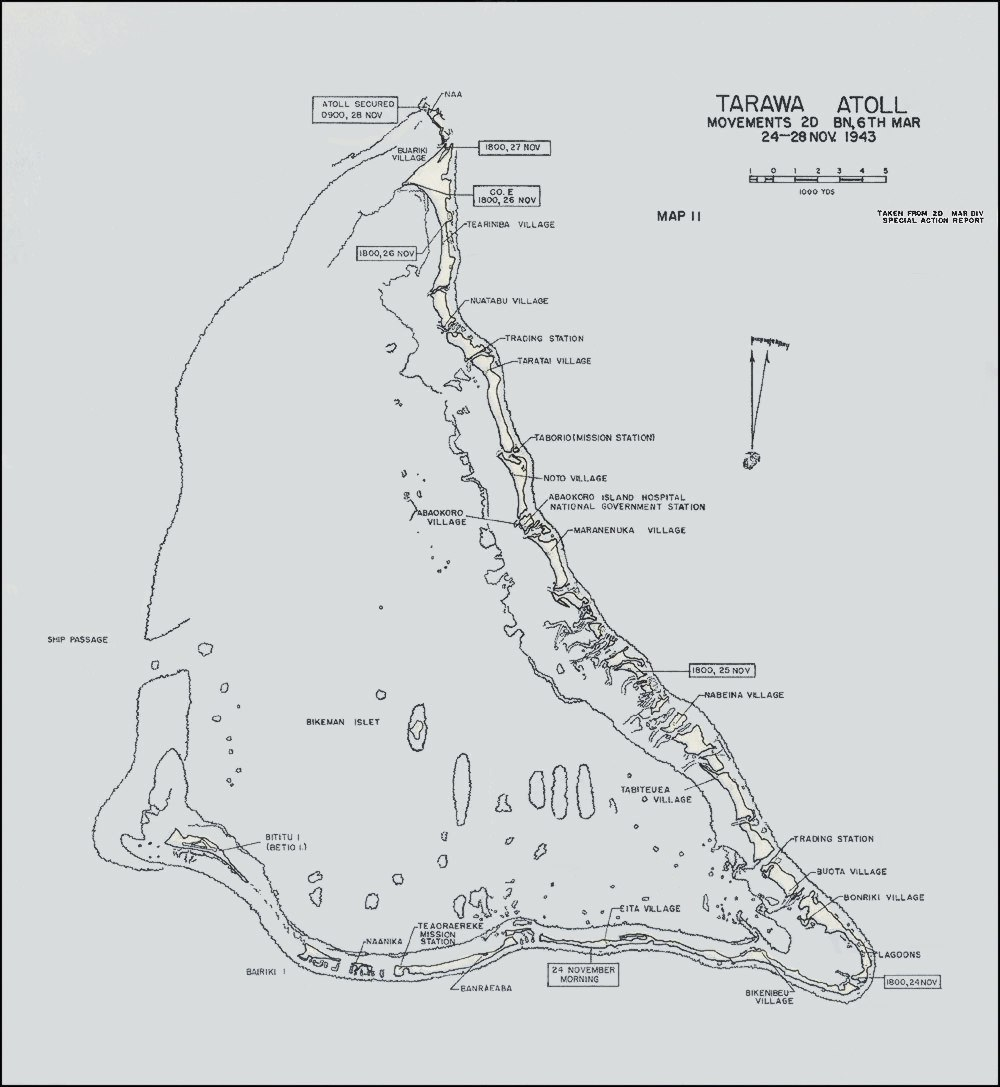
Mapa atolu Tarawa z listopada 1943 roku

Problemem dla planistów amerykańskich pozostawał poziom wody nad barierą raf w czasie przypływu i odpływu. Dla gąsienicowych pojazdów uderzeniowych LVT(1-4) Amtrac rafy nie stanowiły przeszkody, ale wyznaczona do dokonania operacji 2 Dywizja Marines miała do dyspozycji nie więcej niż 125 „amtraków” do przewozu 20 żołnierzy z lekkim ekwipunkiem każdy.
Pozostałe siły, cięższe uzbrojenie i wyposażenie musiały dostarczyć na plażę standardowe barki desantowe LCVP, odpowiedniki LCI, zwane „łodziami Higginsa”, które – z pełnym obciążeniem – miały zanurzenie 1,2 m. W dodatku planowana data operacji przypadała na okres wyjątkowo niskich przypływów. Wywiad kontradm. Richmonda K. Turnera dowódcy 5 Flotylli Desantowej informował, że 20 listopada 1943 roku rafa będzie pod zaledwie 30–50 cm warstwą wody; oznaczało to, że barki desantowe zawisną na niej. Informacji tej nie przyjęto za wiarygodną.
Wojska przeznaczone do lądowania na Betio to 2 Dywizja Marines (bez 6 Pułku Marines, który był trzymany w rezerwie) w sile 11 600 ludzi pod dowództwem gen. Juliana Smitha, która znajdowała się w składzie V Korpusu Desantowego USMC dowodzonej przez gen. Hollanda Smitha, a podlegającej dowództwu admirała Williama F. Halseya. Całość sił zaangażowanych w walki na atolu Tarawa były nie mniejsze niż 35 000 ludzi.
Losy toczonych w takich warunkach bitew w całości spoczywały na barkach pieszego żołnierza i środków ogniowych bezpośredniego wsparcia, przede wszystkim lekkich czołgów. Walczono więc pod dyktando strony japońskiej, która mogła lepiej lub gorzej przygotować się do obrony i trwać w oporze do ostatniego żołnierza, zmuszając Amerykanów do najwyższego wysiłku.

### Strona japońska
Amerykańskie rozpoznanie lotnicze nie spełniło swego zadania i nie wykryło znakomicie zamaskowanych fortyfikacji, w tym także ustawionej na linii brzegowej artylerii – czterech dział 203 mm (z umocnień Singapuru), czterech 140 mm, czterech 127 mm, sześciu 80 mm, dziesięciu 75 mm dział górskich, sześciu haubic 70 mm, ośmiu dział uniwersalnych 70 mm i trzydziestu siedmiu działek mniejszych kalibrów. Uzbrojenie to umieszczone było w bunkrach o murach 3-metrowej grubości połączonych ze sobą dobrze zabezpieczonymi korytarzami.
Oprócz tego system obronny składał się z licznych mniejszych punktów oporu, rowów przeciwczołgowych, zasieków i zapór minowych zarówno na lądzie, jak i na rafie, gdzie przeszkody zainstalowano tak, by ukierunkowywać atakujących w te miejsca, które znajdowały się pod bezpośrednim ogniem z brzegu. Dowódcą całości sił japońskich (ponad 4800 ludzi, w tym około 3000 ze składu elitarnych oddziałów Piechoty Morskiej Cesarskiej Marynarki Wojennej w oddziałach bojowych) był kontradm. Keiji Shibazaki, zdecydowany, doświadczony żołnierz.
Znakomicie przygotowanych umocnień japońskich nie zniszczyło ani trzydniowe bombardowanie przeprowadzone w oparciu o nowo zbudowane lotnisko w atolu Funafuti i lotniskowce, ani ostrzał artyleryjski okrętów osłony desantu przed samym lądowaniem. Japończycy spokojnie czekali na uderzenie.

## Atak
Uderzenie, przeprowadzone w dniach 20–26 listopada 1943 roku, składało się z dwóch głównych – przeciw atolom Makin i Tarawa – i kilku pobocznych, dokonanych nieznacznymi siłami (kompanii lub plutonu) – przeciwko atolom Abaiang, Maiana, Marakeki i Apamama. Tylko na ostatnim z nich napotkano niewielki opór, przy czym większość z 23 poległych Japończyków zginęła z własnej ręki.

### Uderzenie na Makin

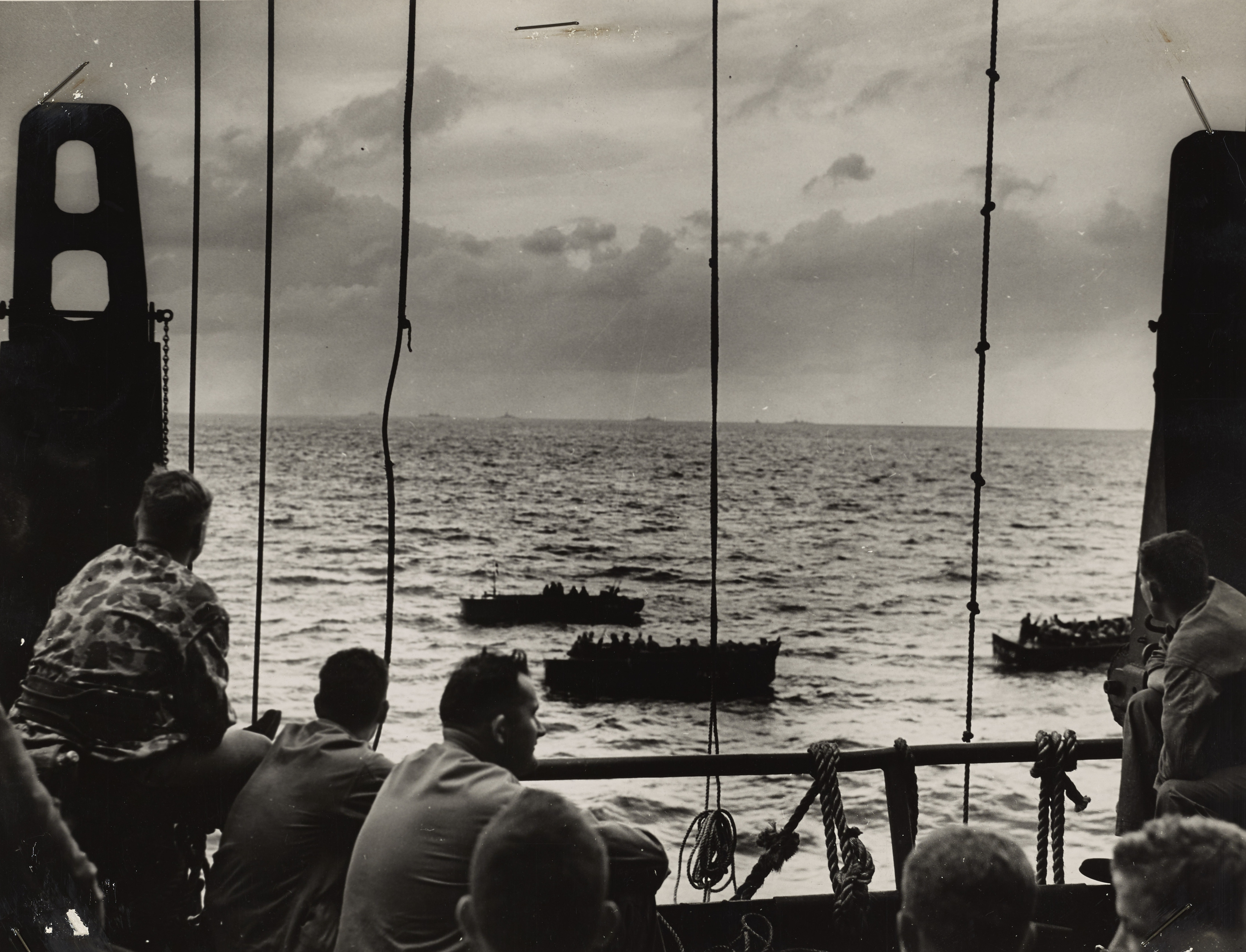
Tuż przed lądowaniem

Amerykanie zaplanowali, że jednocześnie z uderzeniem na atol Tarawa nastąpi desant na odległym o 105 mil atolu Makin, a ściślej na wysepce Butaritari, jedynym obsadzonym i bronionym skrawku tego atolu. Obsadę Butaritari stanowiło około 800 ludzi, w tym około 300 Japończyków uzbrojonych głównie w broń maszynową i kilka dział 80 mm, rozlokowanych w centrum wysepki pomiędzy dwoma rowami przeciwczołgowymi odległymi od siebie o około 2600 m.
Plan amerykański zakładał lądowanie – siłami 6470 ludzi ze składu 27 Dywizji Piechoty, pododdziałów 193 Batalionu Czołgów, 105 Batalionu Artylerii Polowej i 152 Batalionu Saperów. Całością dowodził gen. Ralph Smith.
Bombardowanie lotnicze w oparciu o lotniskowce i atol Funafuti, przeprowadzone w dniach 18–19 września, nie wyrządziło na Butaritari większych szkód, a jedyne ofiary to 28 koreańskich robotników, którzy zginęli w bezpośrednio trafionym schronie.
20 listopada słońce wzeszło o godz. 6:12; od 6:10 do 6:40 trwało bombardowanie z powietrza zachodniej i środkowej części wyspy, po czym rozpoczął się ostrzał z dział okrętowych, który trwał do 8:25 i ustał 5 minut przed lądowaniem piechoty. Na skrajnie zachodnim odcinku lądowania nawała ogniowa spowodowała znaczne zniszczenia drzew palmowych, chat tubylczych i kilku imitacji dział ustawionych blisko brzegu (tzw. Plaża Czerwona i Plaża Czerwona 2), ale główne cele pierwszego etapu ataku – zachodni rów i barykada przeciwczołgowa – nie doznały (poza jednym bezpośrednim trafieniem) uszkodzeń. Kilka trafień ciężkich bomb lotniczych odnotowano natomiast po wschodniej stronie zapór przeciwczołgowych, gdzie znaleziono – po walce – zwłoki 62 Japończyków. Po lądowaniu, któremu poza dwoma strzałami karabinowymi Japończycy nie przeszkadzali, 1. i 2. batalion 165 Pułku Piechoty zajęły wioskę Ukiangong i całe wybrzeże osiągając – do godz. 16 – linię planowanego zakończenia drugiego dnia operacji i docierając dwiema kompaniami (B i C 1. batalionu 165 Pułku Piechoty) do zapór przeciwczołgowych. Na północnej flance kompanii C pozostał „kocioł” broniony przez, jak twierdzili żołnierze, co najmniej 200 Japończyków.

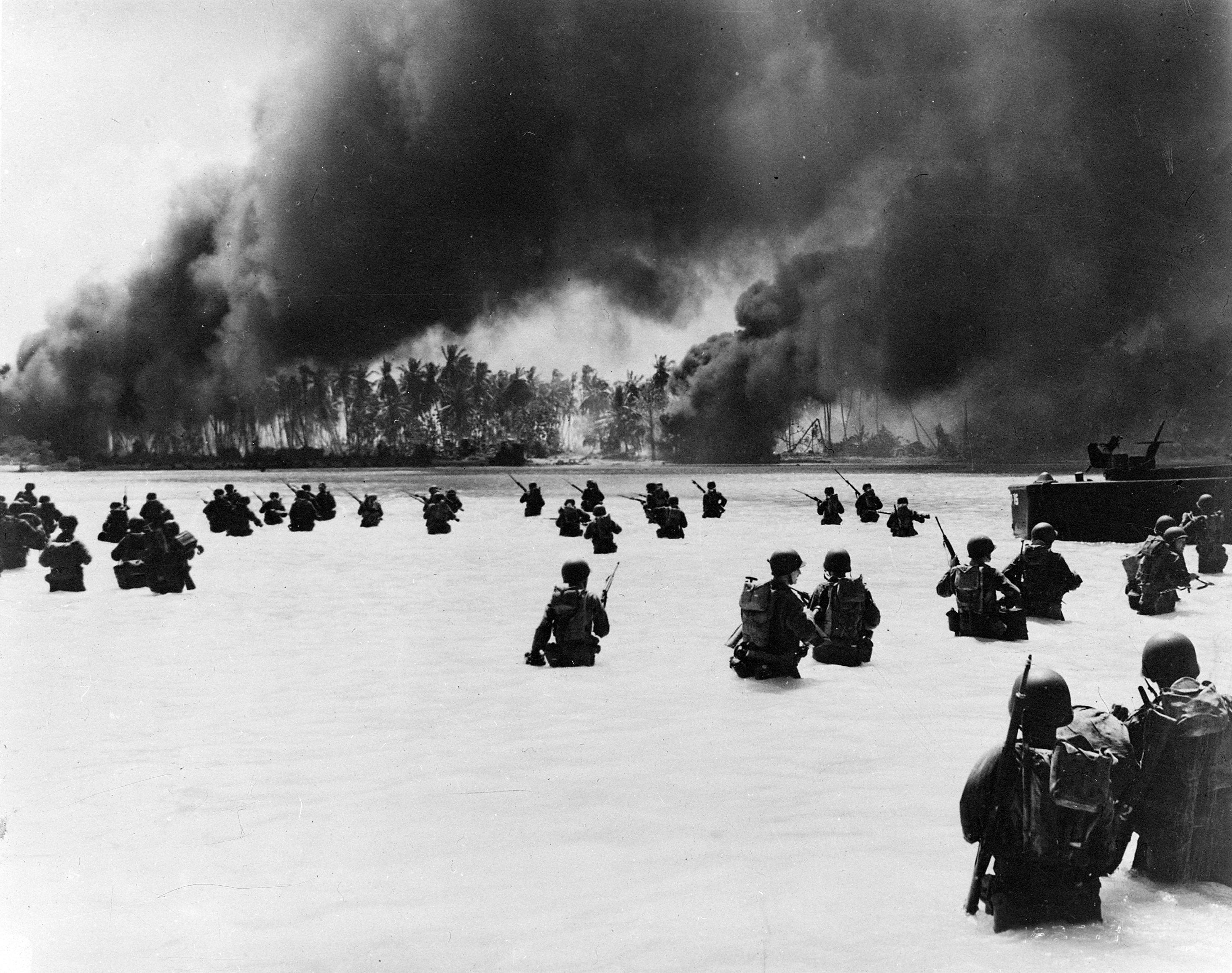
Butaritari, Plaża Żółta

Tymczasem o godz. 10.40 rozpoczęło się lądowanie na Plaży Żółtej usytuowanej na północnym wybrzeżu, pomiędzy wychodzącymi w wody laguny pirsami „On Chong’s Wharf” i „King’s Wharf” i w samym środku rejonu umocnionego przez Japończyków. Lekkie opóźnienie spowodował ostatni nalot myśliwców na plaże, ale w sumie lądowanie postępowało zgodnie z planem. Nagły ogień nieprzyjacielski spowodował śmierć pięciu żołnierzy, a przypadkowy odłamek uszkodził system napędowy jednego z amtraków, który pojechał prosto – poprzez umocnienia japońskie – i utknął dopiero w leju po bombie na plaży od strony oceanu.
Zadaniem pierwszego rzutu (2. batalion 165 Pułku Piechoty) było opanowanie obu pirsów i umocnienie ok. 150-metrowego przyczółka. Tymczasem – do południa – przy minimalnych stratach własnych osiągnięto przeciwległy brzeg i wewnętrzny pas zachodnich umocnień. Do godziny 16 żołnierze dotarli do zapór przeciwczołgowych spotykając czołowe plutony kompanii B i C; tym samym zachodnia linia japońskiego oporu została zlikwidowana.
Nieco wcześniej do rafy naprzeciw Plaży Żółtej dotarły barki. Nie mogąc jej sforsować ze względu na niski stan wody wyładowały piechotę i czołgi 120-170 metrów od brzegu. Wszystkie czołgi – z wyjątkiem dwóch, które ugrzęzły w lejach po bombach – dotarły bezpiecznie do brzegu, podobnie jak piechota, która straciła zaledwie dwóch zabitych, ale lądowanie 2. batalionu 165 Pułku Piechoty odbywało się w atmosferze paniki. Kilka strzałów – nie wiadomo zresztą czy japońskich – spowodowało, że żołnierze rzucali się w wodę czyniąc niezdatnymi do użytku niesiony sprzęt łączności, miotacze ognia i materiały wybuchowe. W dodatku żołnierzom zaczęło się wydawać, że ogień karabinowy prowadzony jest w ich stronę z dwóch wpółzatopionych hulków – barek japońskich – na północny zachód od „On Chong’s Wharf”. Od tej chwili – niemal do zakończenia kampanii – oba wraki były ostrzeliwane z morza, z lądu i z powietrza, przy czym niecelne strzały często przenosiły, rażąc siły własne. Lądujący żołnierze obawiali się snajperów w koronach palm i stanowisk cekaemów w kępach traw, więc co chwilę wybuchała kanonada, mimo wezwań dowódców do oszczędzania amunicji.

Najgorsze było wykurzanie snajperów siedzących w koronach drzew. Nie mogliśmy ich wypatrzyć, nawet przez lornetki, co powodowało, że nasz ruch naprzód był bardzo powolny. Posuwaliśmy się skokami, od osłony do osłony, a większość czasu spędzaliśmy przykuci do ziemi obserwując otoczenie. Gdy któryś z chłopaków zaczynał strzelać w stronę drzewa bądź kępy zarośli, inni – pewni, że zobaczył snajpera – otwierali huraganowy ogień w tym mniej więcej kierunku. Strzelaliśmy nawet wtedy, gdy nikogo nie widzieliśmy i nikt do nas nie strzelał...

Pierwszy dzień zakończył się likwidacją zachodniej linii obronnej i centrum japońskiego rejonu umocnionego. Koszty nie były wysokie – 25 zabitych i 62 rannych. Według raportu z godz. 21 zabito około 50 Japończyków, ale już rano naliczono na zdobytym obszarze ponad 200 trupów. Dowództwo operacji nie miało pewności, czy są to ofiary operacji lądowej, czy też raczej wcześniejszych bombardowań i ostrzału z morza.

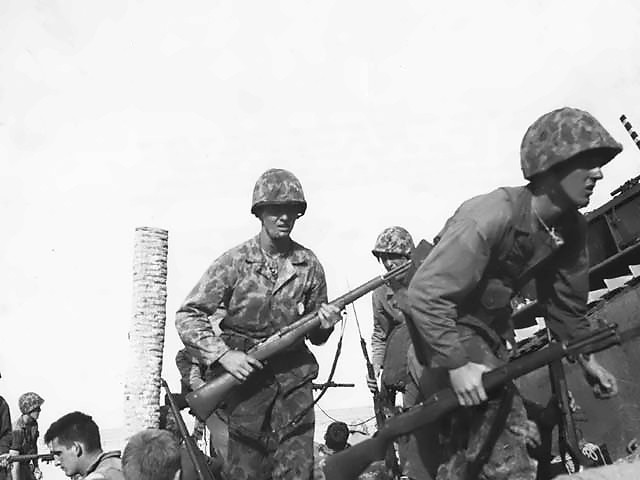
Marines w walce

Drugi dzień nie przyniósł zmiany – Japończyków prawie nie było, a pojedyncze punkty oporu likwidowano bez strat – początkowo obawiano się, że wycofali się w znacznej liczbie na wschodni kraniec wyspy, a może nawet przeprawili na sąsiednią wyspę Kuma, ale nie było to prawdą. Podobnie było z domniemanym „kotłem” z 200 Japończykami. Dwa dni i dwie noce strzelano i rzucano granatami w stronę podejrzanego zagajnika, a trzeciego dnia rano znaleziono tam trupy zaledwie siedmiu ludzi.
Posuwający się bardzo ostrożnie Amerykanie stwierdzili ze zdumieniem, że również silnie umocniona wschodnia linia obrony została opuszczona i nikt nie stawia im oporu. Wysłana barkami desantowymi bliżej wschodniego krańca Butaritari kompania A przegrodziła wyspę i tyralierą ruszyła na zachód po to tylko, by spotkać posuwające się z tamtej strony amerykańskie czołgi. Japończycy zniknęli. Ale od miejsca lądowania kompanii A wojsko miało przed sobą jeszcze ostatnie cztery kilometry wschodniego krańca wyspy i gdzieś na tym odcinku musiał znajdować się nieprzyjaciel. Tymczasem nadeszła ostatnia noc i marsz pododdziałów został wstrzymany. Całkowite ciemności zapadły o 19:00, a żołnierze – jak poprzednio rozhisteryzowani, tak teraz rozluźnieni – nie wykopali nawet okopów. Większość porobiła sobie jedynie barykady z walających się wszędzie fragmentów pni palmowych.
Pierwszy atak japoński przyszedł krótko po zmierzchu, a następne powtarzały się całą noc, przy czym nie były to zmasowane ataki, a pojedyncze lub kilkuosobowe rajdy samobójcze. Po bitwie Amerykanie – którzy stracili 3 ludzi – naliczyli około 60 zabitych Japończyków. I choć kilku żołnierzy Mikada próbowało jeszcze bezskutecznie przedostać się na dalsze wysepki atolu, 23 listopada uznano za ostatni dzień walk na Butaritari. Mimo trzydziestokrotnej przewagi Amerykanie potrzebowali aż czterech dni by opanować tę wyspę.

### Straty stron
Ostateczne rezultaty to około 700 zabitych i 105 wziętych do niewoli (104 koreańskich robotników przymusowych + 1 Japończyk) wśród obrońców i 66 zabitych i 152 rannych (w tym 35 ciężko) po stronie atakujących. Znacznie większe straty poniosła marynarka. Podczas ostrzału artyleryjskiego przed atakiem nastąpiła eksplozja wieży działowej na pancerniku USS „Mississippi” w wyniku czego zginęło 43 marynarzy, a dalszych 19 odniosło rany. 24 listopada, a więc już po zakończeniu akcji, okręt podwodny I-175 trafił jedną lub dwiema torpedami lotniskowiec eskortowy USS „Liscome Bay”, który zatonął pociągając za sobą 614 marynarzy i oficerów z dowódcą zespołu okrętów, kontradm. Henrym Mullinixem na czele.

### Betio, Plaże Czerwone

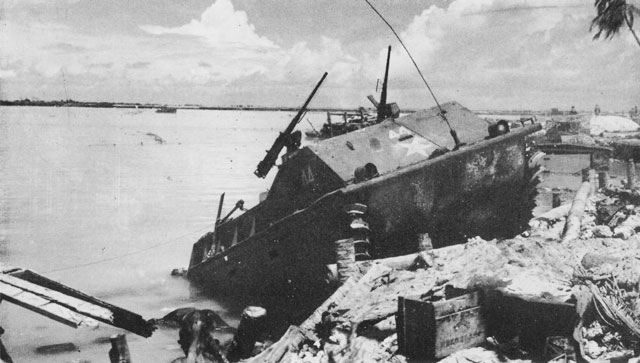
Zniszczony amtrak pierwszego rzutu

Krótko przed północą 19/20 listopada 1943 roku 53. Zespół Uderzeniowy (ang.: Task Force 53) kontradm. Harry’ego Hilla wszedł w szeroką na 17 mil cieśninę pomiędzy atolami Maiana i Tarawa, po czym skręcił na północ. Okręty zespołu kierowały się do wyznaczonego miejsca wyładunku desantu na zachód od Betio.
O godz. 3.56 pierwszy transportowiec zaczął opuszczać swe barki desantowe, po kilku minutach zrobiły to samo następne. Gdy o 5.50 wstał świt stało się jasne, że konwój znajduje się zbyt daleko na południe od wyznaczonego miejsca, czego przyczyną był silny prąd i niedokładność map obszaru. W dodatku zespół został dostrzeżony przez japoński samolot patrolowy, a radar na wyspie potwierdził przybycie Amerykanów. O godz. 4.41 kontradm. Shibazaki wystrzelił czerwoną rakietę ogłaszając alarm dla obrońców, a w 25 minut później 203-milimetrowe działa oddały salwę w stronę okrętów.
Prawie natychmiast (o 5.07) odpowiedziały 406-milimetrowe działa pancerników „Colorado” i „Maryland” zmuszając japońską baterię do milczenia. O 5.42 nawała ustała, bowiem za 3 minuty miały rozpocząć bombardowanie samoloty z lotniskowców. Z niejasnych przyczyn spodziewany atak nie nastąpił i wtedy znów odezwały się japońskie działa coraz celniej obramowując statki transportowe. O godz. 6.05 kontradm. Hill nakazał ponownie otworzyć ogień i w kilka minut później przerwać, bo pokazały się spóźnione samoloty rozpoczynając bombardowanie, które trwało do 8.22.
W tym samym czasie transportowce skierowały się w kierunku bezpieczniejszego miejsca wyładunku, a dwa trałowce w stronę kanału wejściowego do laguny atolu Tarawa w celu oczyszczenia go z min. Osłaniały je dwa niszczyciele, za którymi na wody laguny przedostało się kilka pojazdów amfibijnych ze świecami dymnymi, które miały ukryć przed oczami Japończyków zbliżającą się właśnie pierwszą falę desantu. Jednocześnie rozpoczął się nalot myśliwców, które ogniem broni maszynowej wymiatały plaże. To wszystko spowodowało przesunięcie desantu najpierw z godz. 8.30 na 8.45, a wreszcie na 9.10. Tymczasem samoloty opuściły plaże o 8.55 – Japończycy mieli co najmniej 15 minut na ponowne zajęcie stanowisk i przygotowanie do odparcia ataku.

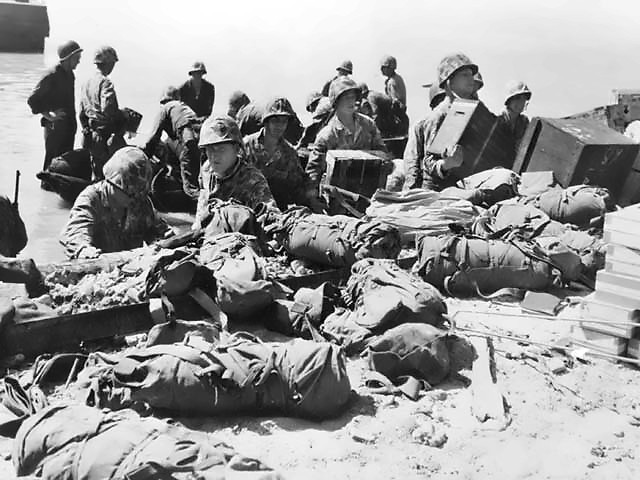
Wyładunek zaopatrzenia

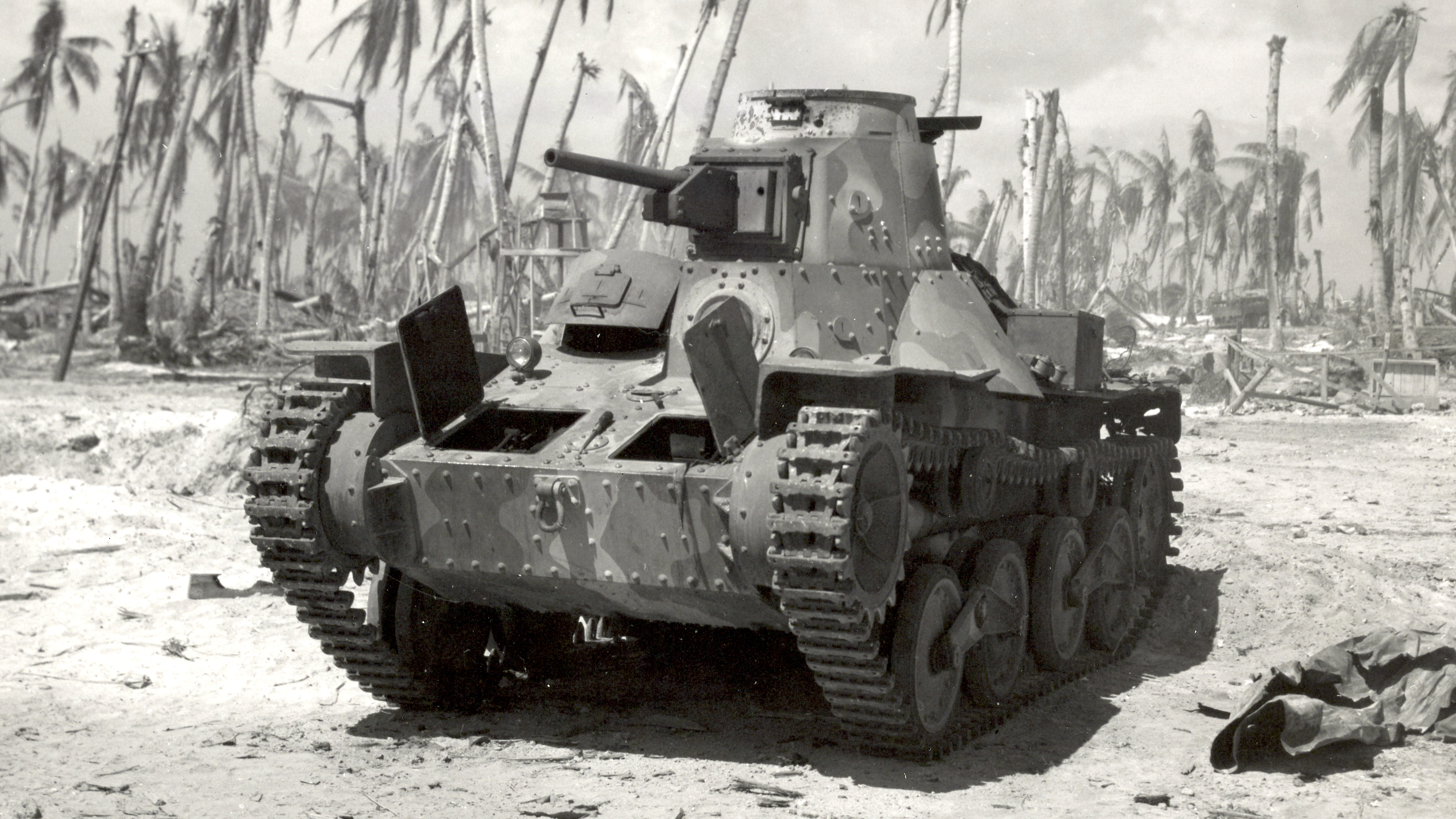
Japoński lekki czołg Typu 95 Ha-Go po bitwie na Betio

Plan lądowania zakładał, że na „Plażę Czerwoną 1” uderzy 3. batalion 2 Pułku Marines, na „Czerwoną 2” 2. batalion, a na „Czerwoną 3” 2. batalion 8 Pułku Marines. Dalszego wsparcia miał udzielać – w miarę potrzeb – 1. batalion 2 Pułku Marines. Wszystkie trzy plaże oznaczone jako „czerwone” znajdowały się na północnym (od strony laguny) brzegu wyspy. Rezerwowa „Plaża Zielona” obejmowała zachodni kraniec Betio.
Na „Plażę Czerwoną 1” 3. batalion rzucił w trzech falach amtraków dwie kompanie – K i I – wspierane przez kompanię M (ciężkiego wsparcia). Kompania L, wraz z plutonem moździerzy z kompanii M, miały posuwać się w czwartej i piątej fali amtraków.
Już na samym początku okazało się, że nieprzyjaciel jest dobrze przygotowany. Gdy tylko pierwsze amtraki zaczęły wspinać się na rafę, znalazły się w morderczym ogniu kaemów i dział mniejszego kalibru. Po kilku minutach straty w kompanii K były tak duże, że należało wątpić w możliwość utworzenia przez nią przyczółka. Najsilniejszy ogień szedł z umocnionego kompleksu bunkrów na lewym skraju „Plaży Czerwonej 1” (na styku z „Czerwoną 2”). Kompania I, bardziej oddalona od tego miejsca, miała straty mniejsze, ale i tak o godz. 11 meldowała o 50-procentowych ubytkach stanów osobowych.
Natarcie, mimo strat, postępowało. Część amtraków dotarła do plaży i tu utknęła na barykadzie z pni palmowych, dając osłonę kryjącym się przed ogniem marines. Na odcinku kompanii I rozpoczęto powolny ruch w głąb lądu. Do 11.30 udało się ustanowić 40-metrowy przyczółek; tyle samo posunęli się do przodu nieliczni strzelcy z kompanii K. Dziesięć minut wcześniej nastąpił – na prośbę dowódcy kompanii L, maj. Schoettela, nalot myśliwców, w czasie którego prawdopodobnie zginął dowódca japońskiej obrony. Kompania L utknęła na rafie i jej żołnierze starali się, brnąc po pas w wodzie pod silnym ogniem, dotrzeć do brzegu. Nalot został odwołany, bo od ognia działek pokładowych poniosła dalsze straty kompania K. Major Schoettel skontaktował się z dowódcą pułkowego Zgrupowania Wsparcia Dywizji, płk. Davidem M. Shoupem, a ten poradził mu, by zawrócił i starał się nacierać na „Plażę Czerwoną 2”, co było niewykonalne.

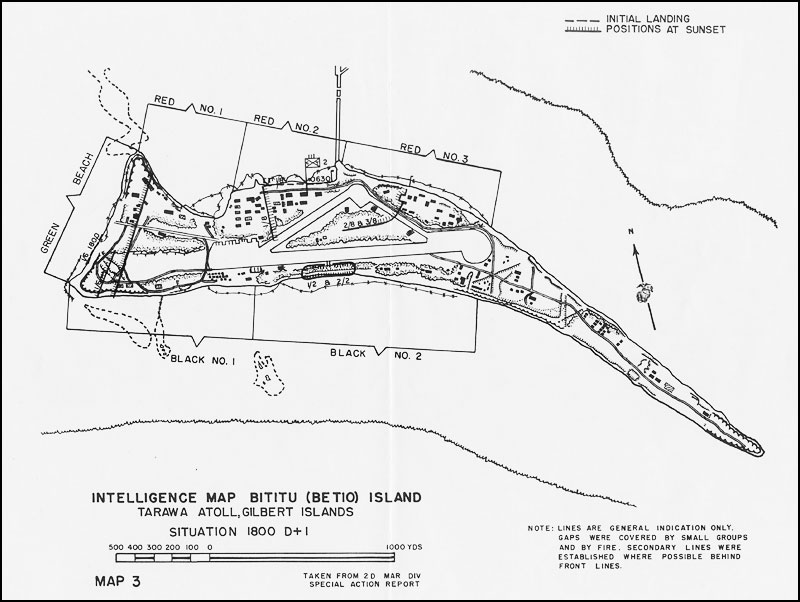
Plan lądowania na Betio

2. batalion 2 Pułku Marines miał uderzać na „Plażę Czerwoną 2” rozciągającą się od wschodniego krańca „Czerwonej 1” po Pirs Centralny, długi pomost wychodzący głęboko w wody laguny. Jednak i tu obrona japońska okazała się nie do pokonania. Marines, o ile dotarli do brzegu, zapadali u stóp falochronu z pni palmowych rażeni z licznych betonowych schronów bojowych rozlokowanych wzdłuż bariery. Kompania F wydostała się na plażę blisko podstawy pirsu, jednak, zdziesiątkowana podczas marszu przez wodę, niewiele mogła zdziałać. Podobnie było z kompaniami G i E. Dopiero wczesnym popołudniem żołnierzom na brzegu udało się zorganizować wspólny front. Dowodzący całością sił na „Plaży Czerwonej 2” miał do swej dyspozycji 7 ludzi z kompanii F, 16 z kompanii E, 10 z kompanii C i 15 z kompanii H. Przyduszeni do piasku marines mogli jedynie eliminować tych Japończyków, którzy pojawiali się na plaży w indywidualnych, samobójczych atakach.
Rezultaty dotychczasowego natarcia sprowadzały się jedynie do opanowania wąskiej plaży i prób nawiązania wzajemnego kontaktu. Ranny płk. Shoup (za walkę na Betio odznaczony Medalem Honoru), zorientowawszy się, że znaczna część pododdziałów przeznaczonych do lądowania na „Plaży Czerwonej 2” omyłkowo znalazła się pod silnym ogniem na „Czerwonej 1”, nakazał maj. Desmondowi Kyle’emu, dowódcy 1. batalionowi 2 Pułku Marines lądowanie całością sił na „Plaży Czerwonej 2” i – po umocnieniu przyczółka – parcie w stronę „Czerwonej 1” aby połączyć się z 3. batalionem. Kyle ruszył swe LCI w stronę rafy, ale tu – jak jego poprzednicy – utknął. Na szczęście wracały właśnie z plaży te amtraki, którym udało się uniknąć skutków japońskiego ostrzału.
Do godz. 13 mjr Kyle zgromadził ich tyle, że mógł pchnąć na brzeg kompanie A i B. Płynące drugi raz w kierunku plaży amtraki ponownie dostały się pod gęsty ogień z brzegu. W rezultacie zaledwie 1 oficer i 110 ludzi zdołało wylądować. Nie powiodło się również lądowanie na „Plaży Czerwonej 3” rezerwowego 3. batalionu 8 Pułku Marines, który poniósł spore straty zanim, późnym popołudniem, reszta pododdziału dotarły do plaży.
Major Mathew Ryan, dowódca kompanii L, który zebrał wokół siebie niedobitki 3. batalionu 2 Dywizji Marines na zachodnim krańcu „Plaży Czerwonej 1”, otrzymał wsparcie w postaci dwóch lekkich czołgów i z ich pomocą, poruszając się powoli i rozważnie, spenetrował całe zachodnie wybrzeże i skonstatował, że „Plaża Zielona” nie jest broniona i można na niej lądować. Marines ustanowili przyczółek długi na 770 metrów (tyle wynosi całe zachodnie wybrzeże wyspy) i 130 szeroki. Ta wiadomość dotarła do płk. Shoupa dopiero o godz. 18.
Gdy zapadły ciemności, plaże „Czerwoną 1” i „2” nadal dzieliła kilkusetmetrowa odległość.

### Walka z niepowodzeniami

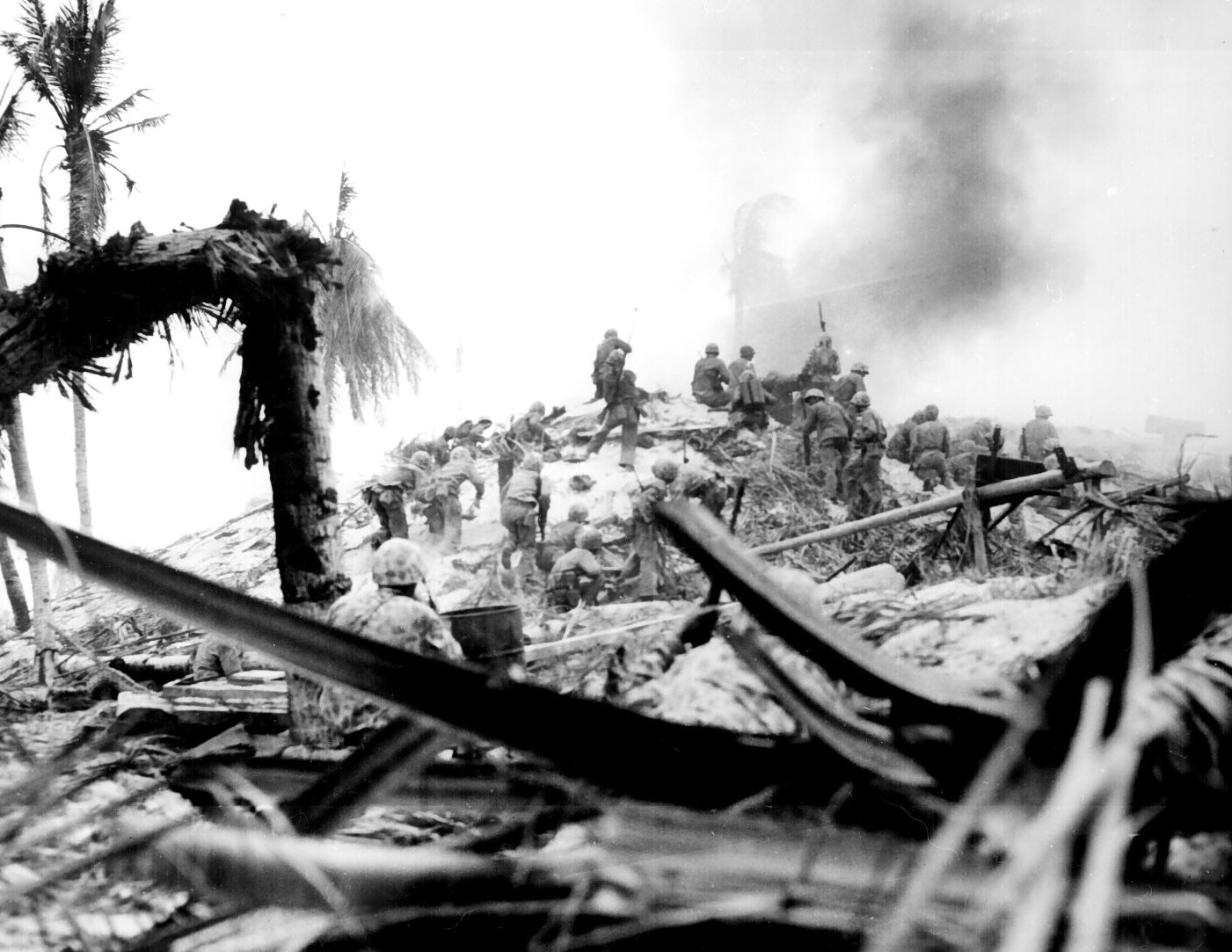
Zdobyty punkt oporu na wyspie

Ogromne straty, sięgające w oddziałach szturmowych 60%, brak możności wsparcia ze strony sił nawodnych czy lotnictwa, a przede wszystkim niemal całkowity brak łączności, zarówno na szczeblu dowódców plutonów czy kompanii, jak i nawet na najwyższych szczeblach, przyczyniały się do powiększania chaosu i obaw o najbliższą przyszłość. Marines na brzegu szczególnie obawiali się zmasowanego samobójczego ataku Japończyków na pozbawione łączności kompanie i niektóre – zupełnie odcięte – plutony.
Tymczasem atak taki nie nastąpił. Wprawdzie grupki nieprzyjaciół zbliżały się krzycząc i strzelając, wprawdzie miały miejsce próby penetracji (np. obsadzenia bronią maszynową wypalonych amtraków i LCI na rafie), ale z tym żołnierze radzili sobie całkiem dobrze. Inicjatywa na lądzie nadal spoczywała w ręku kilku dowódców z mjr. Kyle’em i płk. Shoupem na czele. Generał Hermle utknął na końcu Pirsu Centralnego, gdzie kierował napływającym w ciemnościach nocy zaopatrzeniem, a płk Shoup nawiązywał – przy pomocy gońców – pozrywaną łączność.
Wraz ze świtem bitwa rozgorzała na nowo. Ucierpiały przy tym najmocniej oddziały trzeciego rzutu, w tym zwłaszcza ze składu 8 Pułku Marines, które miały lądować w nocy, a lądowały już za dnia pod ogniem nieprzyjaciela. Niemniej, około 7.15 cztery fale marines dotarły do lądu zajmując pozycje na prawej flance 2. batalionu 2 Pułku Marines z zadaniem nawiązania kontaktu z 3. batalionem 2 Pułku Marines. Jednocześnie udało się podciągnąć haubice 10 Pułku Marines (dowódca płk Rixey), które skutecznie – choć tylko czasowo – zmusiły do milczenia japońskie schrony bojowe i bunkry artyleryjskie. Kpt. John McGovern – z pokładu niszczyciela „Pursuit” i w oparciu o flotyllę 18 amtraków – rozpoczął dostarczanie zaopatrzenia i zabieranie rannych z plaż.
Bitwa trwała, a wraz z nią – początkowo wolne – postępy wojsk amerykańskich. Japończycy, ku powszechnemu zdziwieniu, nie kontratakowali zadowalając się obroną swych punktów oporu, co ułatwiało marines sytuację. W centralnym punkcie oporu – z pomocą dział płk. Rixey’ego – 2. batalion 2 Pułku Marines umocnił się na linii frontu przebiegającej teraz wzdłuż pasa startowego i jednej z dróg dobiegowych (ang. taxi) lotniska; po północnej stronie pasa grupy saperów z ładunkami wybuchowymi zaczęły likwidować poszczególne schrony bojowe nieprzyjacielskiej piechoty.

### Plaża Zielona

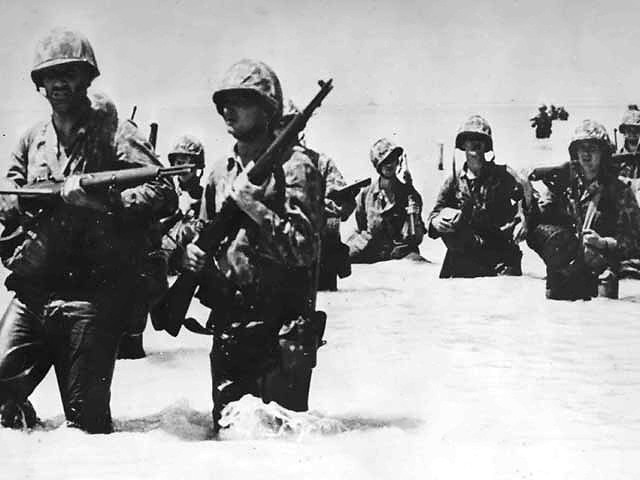
Lądowanie 6 Pułku Marines na Plaży Zielonej

Około godz. 11. 21 listopada mjr Ryan całkowicie oczyścił zachodnie wybrzeże, w czym pomógł ogień dwóch niszczycieli i tym samym „Plaża Zielona” była gotowa do przyjęcia desantu bez niespodzianek. Ten desant, w wykonaniu 1. i 3. batalionu 6 Pułku Marines ze wsparciem kompanii lekkich czołgów, nastąpił po południu i krótko po godz. 17 płk Shoup pozwolił sobie na pierwszą optymistyczną depeszę do dowództwa – „We are winning (pol. zwyciężamy)”.
Krótko po południu ppłk Raymond Murray, dowódca 2. batalionu 6 Pułku Marines, otrzymał rozkaz lądowania na wyspie Bairiki (około 5 km na południowy wschód od Betio) celem zapobieżenia ucieczce resztek Japończyków. Akcja, poprzedzona ciężkim bombardowaniem z morza i powietrza, okazała się zbędna – nieprzyjaciela tam nie było. Następnego ranka na Bairiki wylądowały 3 baterie artylerii stromotorowej z 10 Pułku Marines dla wsparcia ogniowego walczących oddziałów, które otrzymały nowy sprzęt łączności, rezultatem czego było polepszenie koordynacji działań marines z lotnictwem i marynarką.
Wszystko wskazywało na to, że nastąpił przełom. Pod koniec drugiego dnia operacji na wyspie znajdowało się (po części mocno zredukowanych) siedem batalionów, czołgi i artyleria. Nawet ci marines, którzy zalegali od ranka 20 listopada pod ogniem na „Plaży Czerwonej”, ruszyli wreszcie w głąb Betio zostawiając za sobą wciąż nie zdobyty kompleks bunkrów na styku obu plaż. O godz. 20.30 płk Edson, szef sztabu 2 Dywizji Marines, założył wysunięty punkt dowodzenia na „Plaży Czerwonej 2” – pierwszą stałą kwaterę dowództwa operacji na stałym lądzie. W tym czasie gen. Hermle wciąż tkwił na Pirsie Centralnym. Edson natychmiast objął dowodzenie do czasu pojawienia się na lądzie gen. Smitha.

## Operacja oczyszczająca

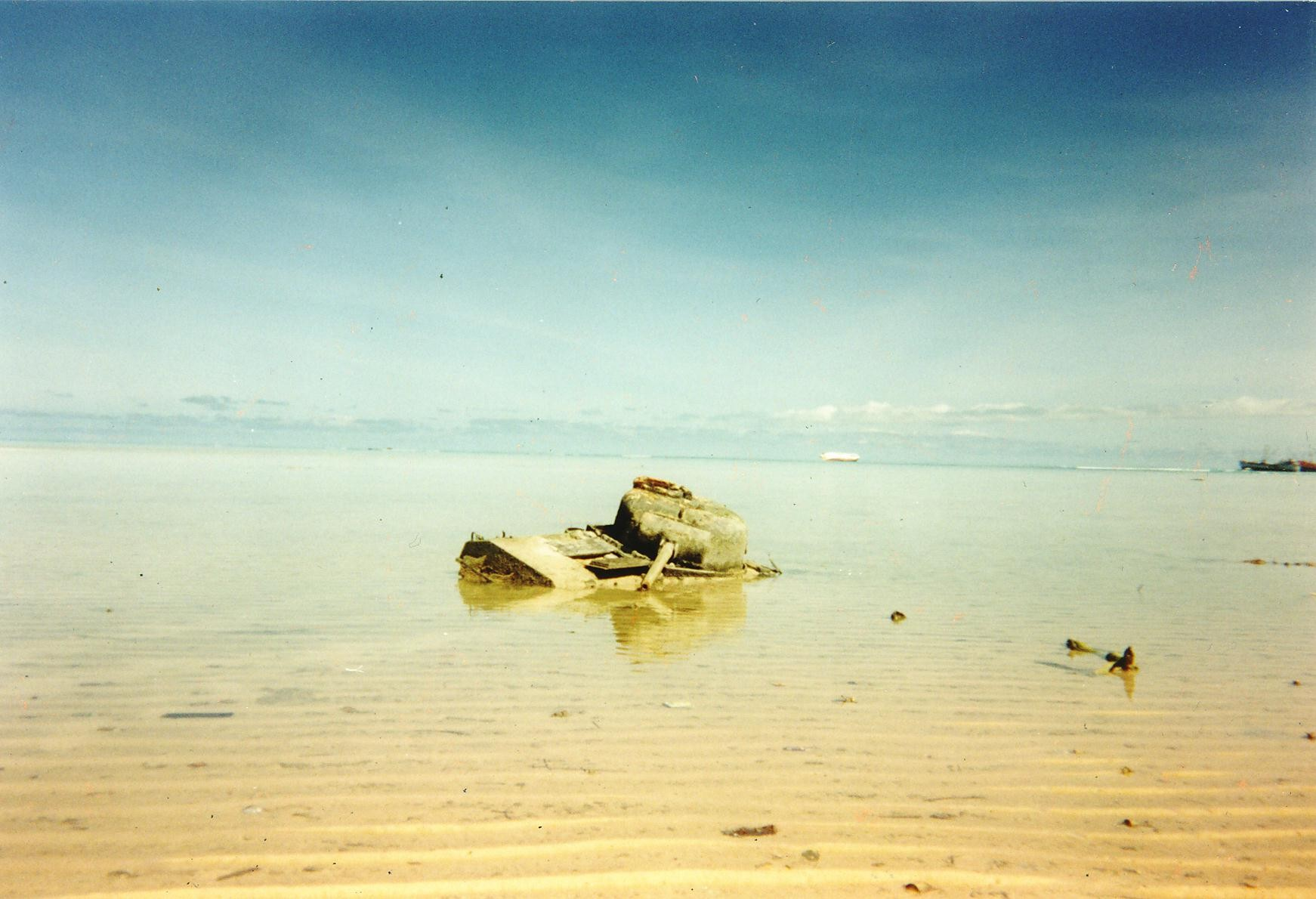
Wrak czołgu u brzegu (2006)

Plan ataku w dniu 22 listopada zakładał osiągnięcie dwóch celów:
- 1. batalion 6 Pułku Marines miał (wsparty czołgami) ruszyć z „Plaży Zielonej” wzdłuż południowego brzegu wyspy na wschód by – nawiązując łączność z tymi oddziałami 2. i 8 Pułku Marines, które wdarły w głąb lądu lub nawet osiągnęły południowy brzeg – dotrzeć do ostatnich umocnień i zniszczyć je
- 1. batalion 8 Pułku Marines – uderzając ze styku „Plaży Zielonej” z „Plażą Czerwoną 1” – miał wedrzeć się w środek bronionego kompleksu bunkrów nieprzyjacielskich i – niszcząc je – nawiązać kontakt z 3. batalionem 2 Pułku Marines[55].

1. batalion 6 Pułku Marines ruszył o godz. 8 i – operując w wąskim na sto metrów, ale silnie ufortyfikowanym pasie – już około 11 nawiązał kontakt z 1. batalionem 2 Pułku Marines. Na tym odcinku zabito ponad 250 Japończyków przy nieznacznych (kilku lekko rannych) stratach własnych. Posuwając się szybko naprzód marines już o godz 13.10 osiągnęli najdalej wysunięty punkt wyspy likwidując poszczególne gniazda japońskie. Japończycy stawiali niewielki opór i często wybierali śmierć z własnej ręki. Wyglądało na to, że centralne dowodzenie nieprzyjaciela przestało funkcjonować.
W innych miejscach Betio rozmiary zwycięstwa nie były tak widoczne. Kompanie F i K 8 Pułku Marines, korzystając ze wsparcia saperów z 18 Pułku Marines (inżynieryjnego) zlikwidowały wreszcie schrony bojowe nieprzyjaciela u nasady niewielkiego pirsu Burns-Philip Wharf, wychodzącego w lagunę mniej więcej w połowie długości odcinka „Plaży Czerwonej 3”. Jedno z umocnień – żelbetonowy bunkier – Japończycy próbowali odebrać gwałtownym kontratakiem, ale zostali odparci. Teraz natarcie ku wschodowi wzdłuż północnego wybrzeża kontynuowały świeże bataliony 6 Pułku Marines.
Równolegle prowadzone natarcie na umocnienia na styku pierwszej i drugiej „Plaży Czerwonej” postępowało wolno i do nocy nie udało się ich zdobyć. Niemniej Amerykanie zajmowali już prawie cała wyspę prócz izolowanych kotłów na zachodzie i wschodzie wyspy. Około godz. 12 w południe na Betio zjawił się wreszcie gen. Julian Smith, udał się amtrakiem na „Plażę Czerwoną 2” i przejął dowodzenie stwierdzając jednocześnie, że akcja na wyspie będzie musiała potrwać do 25 listopada. Nakazał też, by płk Holmes przejął dowodzenie na wschodnim odcinku i ruszył do przodu na czele dwóch batalionów w celu eliminacji nieprzyjaciela. Rozkaz ten musiał być odwołany, gdy okazało się, że główne ośrodki oporu na wschodzie zostały złamane.
Przed zmrokiem 22 listopada ostatnie siły Japończyków liczące około tysiąca ludzi zostały otoczone na północnym wybrzeżu wyspy. Po zapadnięciu zmroku miały miejsce dwa kontruderzenia samobójcze – oba krwawo odparte w walce na granaty i bagnety – przez marines. Rano naliczono blisko 250 ciał zabitych w tych starciach i 125 zmasakrowanych od ostrzału artyleryjskiego z małej odległości. Zdemoralizowane resztki nieprzyjaciół nie stawiały większego oporu; akcja oczyszczania wschodniego odcinka Betio zakończył się śmiercią dalszych 475 Japończyków.
Ostatni zorganizowany punkt oporu u zbiegu rozgraniczenia „Plaż Czerwonych” przestał istnieć 24 listopada o godz. 10 z minutami. Koncentryczny atak 1. batalionu 8 Pułku Marines i 3. batalionu 2 Pułku Marines, wraz z ostrzałem artyleryjskim z rafy, doprowadził do rozbicia wszystkich bunkrów. O godz. 13.30 gen. Smith mógł oznajmić oficjalnie, że zorganizowany opór na Betio przestał istnieć. Akcja przeczesywania wyspy trwała jeszcze do wieczora 26 listopada.
26 listopada wieczorem zdobyto najdalej na północ wysuniętą wysepkę atolu – Buariki – gdzie zabito 150 Japończyków przy stratach własnych 32 poległych i 60 rannych Amerykanów.

## Straty stron
Zdobycie atolu Tarawa zakończyło się śmiercią 3583 Japończyków, 1169 koreańskich robotników przymusowych, wzięciem 17 jeńców (jeden oficer i 16 żołnierzy) i uwolnieniem 129 Koreańczyków. Straty własne 2 Dywizji Marines i oddziałów towarzyszących wyniosły 3301 zabitych, rannych i zaginionych.
Pewne straty odnotowała też US Navy. Po rozpoczęciu desantu na atolu Tarawa w rejon lądowania ruszyły japońskie samoloty i okręty podwodne. Ich celami były amerykańskie lotniskowce: Independence został uszkodzony podczas japońskiego nalotu, a Liscome Bay zatopiony przez okręt podwodny I-35.

## Znaczenie walk na Tarawie i Makin

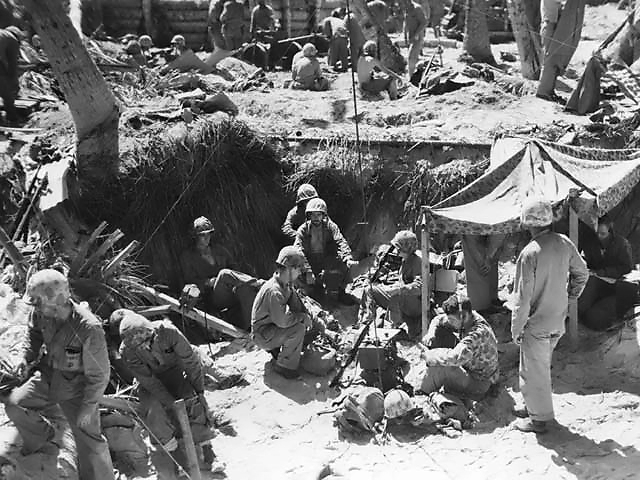
Obóz Marines na Tarawie już po opanowaniu wyspy

Koszty walk o zajęcie archipelagu Wysp Gilberta stratedzy i planiści amerykańscy usprawiedliwiali zarówno potrzebą osiągnięcia wyznaczonych celów, jak i lekcją na przyszłość przy podejmowaniu następnych operacji. Dostrzegali równocześnie całkowitą odmienność walk na małych, w większości wąskich i otoczonych trudnymi do przebycia rafami atolach, od poprzednich lądowań w rejonie Wysp Salomona, gdzie podstawową trudność stanowiło gęste poszycie bagnistej dżungli i relatywnie duże rozmiary atakowanych wysp. W odróżnieniu od tamtych operacji na środkowym Pacyfiku artyleria okrętowa i lotnictwo miało zastosowanie jedynie w pierwszym etapie inwazji – przed lądowaniem oddziałów.
W tym względzie lepiej wypadł atak na Butaritari, gdzie – jak wszystko wskazuje – zorganizowany opór został zredukowany do minimum już przez wstępne bombardowanie z morza i powietrza. Na Betio, gdzie nieprzyjaciel zbudował więcej żelbetonowych bunkrów i schronów przeciwbombowych, wstępne naloty nie wyrządziły większych szkód poza (co nie było w efekcie bez znaczenia) niemal całkowitym zniszczeniem łączności wewnętrznej w postaci głównie linii telefonicznych. W rezultacie później zaczęto w szerszym zakresie używać pocisków burzących z opóźnionymi zapalnikami oraz kilkutonowych bomb lotniczych. To z kolei wymagało wprowadzenia do akcji nie tylko lekkich samolotów bombowych z lotniskowców, ale także ciężkich bombowców z baz naziemnych, jak B-24 Liberator czy Boeing B-29 Superfortress z lotnisk budowanych na zdobytych wyspach.
Sześć lat później generał Holland Smith zapytany wprost, czy warto było atakować Tarawę, odpowiedział: Kategorycznie, nie! I wyjaśnił:

Od samego początku decyzja sztabów o zajęciu Tarawy była pomyłką, a ze wstępnej pomyłki zrodziła się cała góra dramatycznych błędów, które legły u przyczyn niepotrzebnych strat... Tarawa nie miała większego znaczenia strategicznego. Winna była zostać ominięta... Jej zajęcie przyniosło straszliwą stratę istnień ludzkich i zbędnych wysiłków... Powinniśmy byli opleść Tarawę siecią naszych baz na wyspach Baker, Ellice i Feniks i zneutralizować...

Holland Smith był w swej opinii odosobniony. Admirałowie Ernest King, Chester Nimitz i Raymond Spruance, a nawet gen. Julian Smith, byli zgodni, że lądowania w archipelagu Wysp Gilberta były koniecznym zabiegiem przed podjęciem ofensywy przeciwko archipelagowi Wysp Marshalla poprzez uczynienie z nich wielkich baz lotniczych do wykorzystania także w dalszych operacjach.
W rzeczywistości amerykańskie lotniska na atolach Funafuti (archipelag Wysp Ellice) i Kanton (archipelag Feniks) były odległe od Wysp Marshalla o 1300 do 1600 mil (2450–3000 km). Założenie lotnisk na wyspach Baker i Nanumea skracało dystans do Kwajalein do 1020 mil (2200 km), ale dopiero zdobycie atoli Tarawa i Makin zmniejszało ów dystans do połowy. Naprawa lotnisk na Butaritari i Betio i budowa nowych na Buoto i Apamama, ukończona w pierwszej połowie stycznia 1944 roku, pozwoliła na wykorzystanie przeciwko archipelagowi Wysp Marshalla wszystkich typów bombowców, a nawet myśliwców.
Sama bitwa o Betio doprowadziła amerykańskich strategów do konkluzji, że atak na silnie ufortyfikowane wybrzeże, przy dopuszczalnych stratach (ok. 20%), należy uznać za sukces, że amerykańska doktryna operacji desantowych sprawdza się w praktyce i że najsilniej umocniony punkt oporu na Pacyfiku może zostać zdobyty przy użyciu dostępnych środków. Wyciągnięto jednocześnie wnioski z popełnionych błędów – szczególnie w sferze wsparcia ogniowego, łączności i komunikacji. W przyszłych operacjach miano w znacznie większym stopniu korzystać z haubic artylerii polowej i wykorzystywać niezajmowane przez nieprzyjaciela wysepki atakowanych atoli.